# Fabuła
Fabuła (łac. fabula „bajka, opowiadanie”) – układ zdarzeń w świecie przedstawionym utworów epickich i dramaturgicznych, a także filmów i gier komputerowych.
Zdarzenia składające się na fabułę składają się zarazem na zdarzenia w przedstawionych w danym utworze losach postaci. Każde z nich pozostaje w określonych związkach z pozostałymi zdarzeniami oraz z całością nadrzędną, którą zdarzenia te współtworzą. Istnieją trzy podstawowe rodzaje relacji między zdarzeniami: czas fabuły – relacje czasowe między zdarzeniami, relacje przyczynowo-skutkowe między zdarzeniami oraz związki teleologiczne między zdarzeniami.
Charakterystyka tych relacji i konkretna postać samych zdarzeń jest w każdym utworze odmienna – fabuła ma charakter zindywidualizowany. Można jednak wyróżnić przy tym kilka podstawowych typów konstrukcji fabuły oraz niezależny od narracji schemat fabularny utworu.
Spośród typów fabuły najprostszym jest fabuła jednowątkowa, typowa zwłaszcza dla noweli i tragedii. Charakteryzuje się ona znaczną spójnością i brakiem epizodów. Fabuła wielowątkowa, typowa dla powieści i przybierająca najbardziej urozmaicone formy, ma charakter mieszany – wyróżnia się w niej najczęściej wątek główny i wątki poboczne, może też jednak zachodzić brak hierarchizacji wątków. Najbardziej złożona jest fabuła epizodyczna, w której nie występuje żadna hierarchizacja wątków, a relacje między zdarzeniami są bardzo luźne – zdarzenia układają się w samodzielne epizody nie składające się na uporządkowane całości wyższego rzędu.
Zindywidualizowany charakter fabuły przejawia się w jej ścisłej zależności od narracji: fabuła inaczej opowiedziana jest za każdym razem odrębną fabułą. Istnieje jednak zawsze przy tym pewien poziom organizacji fabuły niezależny od sposobu jej wyrażenia, zwany schematem fabularnym utworu. Na schemat fabularny utworu składają się sam porządek czasowy i przyczynowo-skutkowy zdarzeń utworu oraz relacje między postaciami. Każdy utwór ma swoistą dla siebie fabułę, wiele utworów może mieć jednak ten sam, lub przynajmniej bardzo zbliżony schemat fabularny. Widoczne jest to zwłaszcza w streszczeniach, parafrazach i przekładach utworu na pozajęzykowe formy narracji, takie jak adaptacje filmowe – utwory tego rodzaju oddają schemat fabularny pierwowzoru, jeśli posiadają fabułę, jest ona jednak swoista tylko dla nich.

## Fabuła dramatyczna
W konstrukcji fabuł dramatów widoczne są dwie wyraźne przeciwstawne tendencje. W pierwszej z nich, reprezentowanej przez znaczną większość utworów dramatycznych, fabuła to układ zdarzeń zorganizowany i dynamiczny, przy czym zdarzenia te determinują losy postaci dramatu. W drugiej brak jest dynamicznego rozwoju zdarzeń, zamiast którego pojawia się w treści utworu pewien układ sytuacyjny – przykładami może być tu wiele dzieł Becketta czy Wyspiańskiego. Dramaty reprezentujące pierwszą tendencję określa się jako dramaty dynamiczne, reprezentujące drugą jako dramaty statyczne.
Klasyczna fabuła dramatu europejskiego jest zwarta, jednowątkowa i prosta – występuje w niej jeden zasadniczy konflikt, a wszystkie zdarzenia biegną nieubłaganie do określonego punktu kulminacyjnego. Można w niej wyraźnie określić akcję jako ciąg aktualnie zachodzących zdarzeń. W akcji wyraźne jest zawiązanie i rozwiązanie, a także przedakcja. Wydarzenia skomponowane są hierarchicznie – wydarzenia wyjaśniane są stopniowo poprzez kilka ciągów zdarzeniowych, a miejsce, w którym takie ciągi się spotykają, stanowi węzłową sytuację dramatu, punkt kulminacyjny. Typowe dla klasycznej kompozycji dramatu jest także zdarzenie stanowiące zasadniczy zwrot w sytuacji wewnętrznej i zewnętrznej głównego bohatera, a także w nastroju utworu, zwane perypetią. Jedynie dla tragedii typowa jest katastrofa jako zamykające akcję zdarzenie stanowiące ostateczną klęskę bohatera. Ze względu na oparcie fabuły na konflikcie, dzielącym bohaterów na dwie przeciwstawne grupy, można wyróżnić w akcji powstające za sprawą działania różnego rodzaju sił sprzecznych dwa odmienne ciągi zdarzeniowe – akcję i kontrakcję.
Tego rodzaju układ akcji klasycystyczna poetyka utrwaliła w zasadzie jedności akcji. Jednoliniowa akcja obca jest jednak wielu kluczowym kierunkom i okresom w dziejach dramatu. W przypadku dramatu elżbietańskiego czy barokowego dramatu hiszpańskiego rzadko występuje jeden punkt kulminacyjny, częste są raczej zhierarchizowane układy punktów kulminacyjnych. Poza tragediami w fabule nie ma też często wyraźnego zamknięcia. Tendencje tego rodzaju wystąpiły jeszcze silniej w dramacie romantycznym, obejmując nawet utwory w których dominuje zabarwienie tragiczne.

## Fabuła powieściowa
Fabuła pełniła dominującą rolę zwłaszcza w powieści dawnej, XVIII-wiecznej i XIX-wiecznej. Od fabuły noweli różni ją większa rozpiętość – większa liczba wątków, dekoncentracja, wielość epizodów. W dawniejszych powieściach występowała wyraźna hierarchizacja wątków – wyróżnia się jeden lub kilka wątków głównych, a liczne wątki podporządkowane mają stanowić przede wszystkim szerokie tło historyczne, obyczajowe i społeczne powieści. Już w XIX wieku pojawiła się także odmienne pomysły na konstrukcję fabuły – zestawiano po kilka wątków paralelnych, przecinających się rzadko albo wcale – co miało ułatwić wielopłaszczyznowe ukazanie jakiegoś problemu lub skonstruowanie jeszcze szerszego spektrum społeczno-obyczajowego.
Mimo zasadniczych tendencji kompozycja fabuły powieściowej cechuje się znaczną elastycznością, szczególnie ze względu na historyczne przemiany tego gatunku. Szczególnie wyraźny jest zachodzący od końca XIX w. proces degeneracji fabuły i zmniejszania się jej roli w powieści, przejawiający się jako przekształcenie jej budowy i zmiany stosunku narracji i narratora do konstytuujących ją zdarzeń.
W związku z rozwojem powieści psychologicznej zmiana ta przejawiała się przede wszystkim jako subiektywizacja relacji czasowych i przyczynowych – zaczęły one być przedstawiane jako zależne od przeżyć wewnętrznych narratora lub postaci, nie od uwarunkowań zewnętrznych. Częste było też zacieranie fabularnego charakteru utworu przez włączanie do niego elementów pozafabularnych – lirycznych, dyskursywnych, faktograficznych. Zatarciu uległo wewnętrzne uporządkowanie elementów fabuły, coraz częstsze stawały się fabuły epizodyczne.
Kres centralnego miejsca fabuły w konstrukcji powieści i wręcz jej stopniowy zanik był w dużej mierze konsekwencją odmiennego rozumienia samych tworzących ją zdarzeń. Zaczęto powątpiewać w samą możliwość ich obiektywnego przedstawienia i niezależnego od podmiotu istnienia. Fabuła stała się więc przede wszystkim pretekstem do prezentacji przeżyć psychicznych, światopoglądów czy wartości estetycznych. Dominacja narracji nad fabułą osiągnęła charakterystyczny punkt szczytowy w nouveau roman, kwestionującej wszystkie dawne formy powieściowe. Od tego czasu w powieści dominuje tendencja do kształtowania świata przedstawionego według arbitralnych decyzji twórcy czy też wielorakich przyjmowanych przez narratora punktów widzenia.